# 德州實華化工
德州實華化工有限公司，簡稱德州實華化工，以及實華化工（英語：Dezhou Shihua Chemical Company Limited），在1971年，當時由中國化工部和山東省德州市人民政府成立。而該公司前身為「德州石油化工总厂」，以及「山东德州石油化工总厂」。
2007年12月31日，正式成為中國化工集團公司，轄下中國昊華化工集團旗下企業。現時業務是經營生產及銷售烧碱、聚氯乙烯树脂、液氯等化工產品。
現時董事長及首席執行官為徐何红。而總部位於山东省德州市湖滨南大道738号（主要活動場地），以及山东省德州市德城区天衢工业园。

## 連結
- DZSHHG.com.cn （页面存档备份，存于）